# Zingiber macroglossum
Zingiber macroglossum är en enhjärtbladig växtart som beskrevs av Theodoric Valeton. Zingiber macroglossum ingår i släktet Zingiber och familjen Zingiberaceae. Inga underarter finns listade i Catalogue of Life.